# Le Rousset
Le Rousset ist eine Commune déléguée in der französischen Gemeinde Le Rousset-Marizy mit 222 Einwohnern (Stand: 1. Januar 2022) im Département Saône-et-Loire in der Region Bourgogne-Franche-Comté. 
Seit dem 1. Januar 2016 bildet Le Rousset gemeinsam mit Marizy die neue Gemeinde (Commune nouvelle) Le Rousset-Marizy. Die Gemeinde Le Rousset gehörte zum Arrondissement Chalon-sur-Saône und war Teil des Kantons Charolles (bis 2015: Kanton La Guiche). 

## Geografie
Le Rousset liegt etwa 38 Kilometer westsüdwestlich von Chalon-sur-Saône am Fluss Arconce.

## Bevölkerungsentwicklung
| Jahr                      | 1962 | 1968 | 1975 | 1982 | 1990 | 1999 | 2006 | 2013 |
| Einwohner                 | 376  | 322  | 281  | 230  | 223  | 231  | 254  | 250  |
| Quelle: Cassini und INSEE |      |      |      |      |      |      |      |      |

## Sehenswürdigkeiten
- Kapelle Saint-Quentin aus dem 12. Jahrhundert, Monument historique